# Batalha de Broodseinde
A Batalha de Broodseinde foi travada em 4 de outubro de 1917 perto de Ypres na Bélgica, no extremo leste do planalto de Gheluvelt, pelo Segundo e Quinto exércitos britânicos contra o 4º Exército alemão. A batalha foi o ataque aliado de maior sucesso da Terceira Batalha de Ypres . Usando táticas de morder e segurar, com objetivos limitados ao que poderia ser mantido contra os contra-ataques alemães, os britânicos devastaram a defesa alemã, o que gerou uma crise entre os comandantes alemães e causou uma grave perda de moral no 4º Exército. Os alemães prepararam as retiradas locais e iniciou-se o planejamento de uma retirada maior, o que implicaria o abandono pelos alemães da costa belga, um dos objetivos estratégicos da ofensiva da Flandres.
Após um período de clima instável e seco durante o mês de setembro,  seguido por fortes chuvas ca partir de 4 de outubro as quais afetaram o restante da campanha, trabalhando mais a favor dos defensores alemães, que haviam sido empurrados para um terreno que ainda não havia sido danificado pela artilharia. Os britânicos tiveram que mover sua artilharia para a área devastada pelos bombardeios e encharcada pelas chuvas de outono, restringindo as rotas nas quais armas e munições poderiam ser movidas, apresentando-se à artilharia alemã como alvos fáceis. Na Batalha de Poelcappelle ocorrida no dia 9 de outubro, após vários dias de chuva incessantes, a defesa alemã alcançou um sucesso caro, segurando os acessos à vila de Passchendaele, o terreno mais vital taticamente no campo de batalha.

## Contexto

### Desenvolvimentos táticos
A Batalha de Broodseinde foi a terceira vez na qual as taticas de ataques conhecidas como 'morder e segurar' foi utilizada pelas forças britânicos na Ofensiva de Flandres ( Terceira Batalha de Ypres ), conduzida pelo Segundo Exército (do General Herbert Plumer ). As fortes chuvas fora de época em agosto prejudicaram as tentativas britânicas de avançar ao longo do Planalto Gheluvelt mais do que as tentativas alemãs de manter suas posições. O planalto corria ao longo da borda sul do Ypres Salient e formava um obstáculo para novos ataques a leste, impedindo que os Aliados avançassem para fora do saliente. 
 